# Mistr Manny
Mistr Manny (v anglickém originále Handy Many) je dětský televizní seriál animovaný pomocí CGI. Poprvé byl vysílán 16. září 2006, původně jako součást denního bloku Disney Channel Playhouse Disney určeného pro předškoláky. Dne 14. února 2011 byl přesunut do bloku Disney Junior, který sloužil jako náhrada Playhouse Disney.

## Obsazení

### Hlavní postavy
| Wilmer Valderrama | Manuel „Manny“ Garcia  |
| Tom Kenny         | Leonard Francis Lopart |
| Shelley Morrison  | Paní Portillo          |
| Nancy Truman      | Kelly                  |

### Vedlejší a opakující se postavy
| Lance Bass       | Elliot          |
| Jane Lynch       | Jackie Greenway |
| Tonye Patano     | Paní Thompson   |
| Carlos Alazraqui | Abuelito        |

## Vysílání
| Řada | Díly | Premiéra v Kanada | Premiéra v Kanada | Premiéra v ČR | Premiéra v ČR |
| Řada | Díly | První díl         | Poslední díl      | První díl     | Poslední díl  |
| ---- | ---- | ----------------- | ----------------- | ------------- | ------------- |
| 1    | 25   | 16. září 2006     | 8. října 2007     | bude oznámeno | bude oznámeno |
| 2    | 41   | 27. října 2007    | 4. října 2009     | bude oznámeno | bude oznámeno |
| 3    | 47   | 7. listopadu 2009 | 14. února 2013    | bude oznámeno | bude oznámeno |